# Tafelpapier
Ein Tafelpapier ist im Bankwesen ein Wertpapier, das sich der Bankkunde physisch aushändigen lässt und selbst verwahrt oder in ein Bankschließfach (geschlossenes Depot) einliefert. Tafelpapiere sind stets Inhaberpapiere. Geschäfte mit Tafelpapieren sind Tafelgeschäfte, allerdings ist dieser Geschäftsbegriff nicht auf den Handel von Tafelpapieren beschränkt, sondern umfasst beispielsweise auch Geschäfte mit Sorten oder mit Edelmetallen wie Gold.
Effekten werden heute ganz überwiegend im Wege der Girosammelverwahrung oder des Wertrechts gehandelt, also stückelos auf Wertpapierdepots verbucht. Deshalb bilden physisch lieferbare Wertpapierurkunden die Ausnahme.
Für Informationen insbesondere zu Rechtsfragen siehe Tafelgeschäft.